# Zecchino d'oro

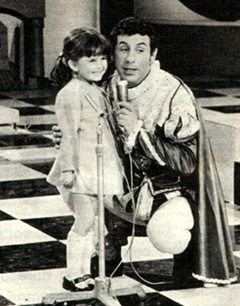
Cino Tortorella et la petite Barbara Ferigo, gagnante de l'édition 1968 avec la chanson Quarantaquattro gatti.

Le Zecchino d'oro (prononcé : [dzekˈkiːno ˈdɔːro]) est un festival international de chant pour les enfants organisé chaque année depuis 1959 et diffusé sur la chaîne de télévision italienne Rai 1.

## Histoire
Créé par Niny Comolli (it), le concours s'est tenu les deux premières années à Milan avant d'être repris en 1961 par l'institut Antoniano et déplacé à Bologne.
En 1963, la directrice musicale Mariele Ventre (it) crée le chœur d'enfants Piccolo Coro dell'Antoniano afin d'interpréter les chansons en compétition. L'ensemble a été rebaptisé Piccolo Coro « Mariele Ventre » dell'Antoniano après sa mort en 1995 et est dirigé depuis lors par Sabrina Simoni (it).
À partir de 1976, le festival acquiert une renommée internationale. Chaque année, sept chansons italiennes et sept chansons étrangères sont interprétées par des enfants entre 5 et 10 ans devant un jury tout aussi jeune. La chanson gagnante est récompensée par le Zecchino d'oro.
En 1997, la petite japonaise Yumiko Ashikawa (芦川祐美子) interprète une chanson qu'elle a écrite et composée elle-même[réf. nécessaire].
En 2021, Netflix diffuse le téléfilm Un chœur d'enfants (it), réalisée en 2019 par Ambrogio Lo Giudice (it), un ancien choriste du Piccolo Coro dell'Antoniano. Le film retrace l'histoire de la création du chœur par Mariele Ventre.

## La France auZecchino d’oro
- 1976 : Mamma tutto
- 1985 : La mela della vita, la mela dell'amore
- 1989 : Io darei non so che
- 1993 : Gli angeli di Nôtre Dame / À Paris au printemps
- 1995 : OK boy!
- 1997 : C'è una canzone che vola / Quand une chanson s'envole (musique de Claudie et Daniel White)
- 2000 : Bella l'estate / Que c'est bon l'été (musique de Jérôme Lemonnier)
- 2003 : Ti canterò (per la gioia che mi dai) / Quelle joie de chanter pour toi (musique de Daniel White)
- 2007 : Io gioco
- 2015 : Le Parce que des pourquoi

Le parolier Jean Rolland a représenté quatre fois la France en 1993, 1997, 2000 et 2004.